# Mostro di Flatwoods

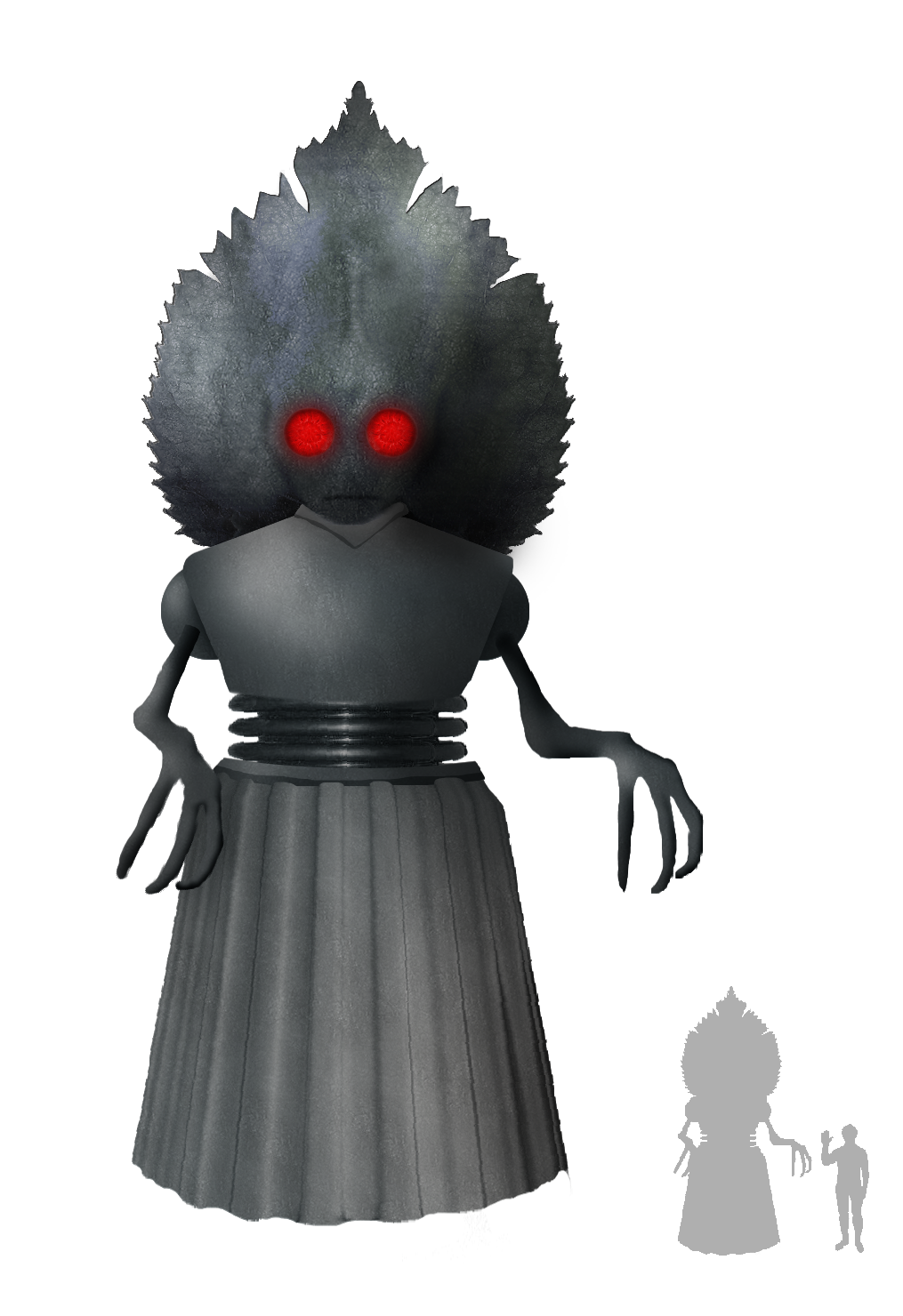
Rappresentazione artistica del Mostro di Flatwoods

Il Mostro di Flatwoods, noto anche come Mostro di Braxton Country, sarebbe una presunta entità extraterrestre o creatura criptozoologica avvistata il 12 settembre 1952 vicino a Flatwoods, cittadina della Braxton Country nella Virginia Occidentale, Stati Uniti, e mai più rivista. 
Le ricerche hanno confermato che il "mostro" era semplicemente un barbagianni.

## Storia
Alle 19:15 del 12 settembre 1952, due fratelli, Edward e Fred May, e il loro amico Tommy Hyer (rispettivamente 13, 12 e 10 anni) videro un oggetto luminoso attraversare il cielo che parve precipitare su una collina nel terreno appartenente al contadino G. Bailey Fisher. I ragazzi tornarono dalla madre dei May, Kathleen, dove riferirono dello schianto dell'UFO sulla collina. La signora May, accompagnata da Neil Nunley (14 anni), Ronnie Shaver (10 anni), i figli, Tommy e una Guardia Nazionale del West Virginia, Eugene "Gene" Lemon di 17 anni, si diressero alla fattoria Fisher per individuare cosa fosse l'oggetto avvistato dai ragazzi.
Il cane di Lemon corse avanti ed improvvisamente cominciò ad abbaiare per poi correre terrorizzato dal gruppo pochi istanti dopo. Percorsi circa 402 metri raggiunsero la cima della collina dove riferirono di aver visto una "palla di fuoco" pulsante a circa 15 metri sulla destra. Rivelarono inoltre la presenza di una pungente nebbia che fece bruciare i loro occhi e il loro naso. Lemon si accorse poi di due piccole luci sulla sinistra dell'oggetto, sotto un vicino albero di quercia. Kathleen puntò in quella direzione la torcia presa da casa, perché cominciava a fare buio quando si diressero sulla collina. La luce rivelò una terrificante creatura che dissero emise un sibilo acuto e sinistro prima di muoversi verso di loro. A questo punto, in preda al panico, fuggirono tutti e sette.
Tornati a casa Kathleen May contattò lo sceriffo locale Robert Carr e il co-proprietario del giornale locale A. Lee Stewert, il quale condusse una serie di interviste e visitò il luogo dell'avvistamento con Lemon quella notte stessa; riferì la presenza di un "odore metallico, nauseante e di bruciato". Lo sceriffo Carr e il suo vice Burnell cercarono separatamente nell'area, ma riferirono di non aver trovato nulla se non di aver sentito quello stesso odore sgradevole. La mattina successiva Stewert tornò nuovamente sul luogo dell'incontro e scoprì due lunghe tracce nel fango e tracce di un liquido nero e denso, segnalandoli come possibili segni di un atterraggio, premettendo come l'area fosse priva di traffico da almeno un anno. Fu però rivelato che con ogni probabilità le tracce erano di un camioncino Chevrolet del 1942 di proprietà di Max Lockard, abitante locale, andato al sito per cercare la creatura alcune ore prima della scoperta di Stewert.
Dopo l'evento William e Donna Smith, associati al Civilian Saucer Investigation-LA, scoprirono avvistamenti di testimoni che riferirono di aver vissuto esperienze simili o correlati. Questi includevano la storia di una madre e della sua figlia ventunenne, le quali affermavano di aver incontrato una creatura con lo stesso aspetto e lo stesso odore una settimana prima dell'incidente del 12 settembre. La madre riferì che la figlia si era talmente spaventata da essere costretta ad un ricovero ospedaliero al Clarksburg Hospital per la durata di tre settimane. Riportarono inoltre la dichiarazione della madre di Lemon, la quale disse di aver sentito la sua casa tremare poco tempo dopo l'incidente e di aver avuto la radio fuori uso per 45 minuti. Anche il locale direttore del Board of Education affermò l'avvistamento di un oggetto volante non identificato alle 6:30 del 13 settembre, la mattina successiva all'avvistamento della creatura.

### Problemi fisici
Dopo aver incontrato la creatura, alcuni membri del gruppo del 12 settembre riportarono di soffrire sintomi simili tra loro che persistettero per un po' di tempo, attribuiti all'essere stati esposti alla nebbia emessa dal mostro. I sintomi includevano irritazione al naso e bruciore alla gola; Lemon soffrì di vomito e convulsioni per tutta la notte seguente all'avvistamento ed ebbe problemi alla gola per le settimane successive. Un medico riportò i sintomi come simili a quelli provocati dal gas lacrimogeno, comuni anche in chi soffre di isteria dovuta a un evento scioccante e traumatico.

## Descrizione
Varie sono le descrizioni della creatura, ma la maggior parte di esse concorda sul dire fosse alto almeno 7 piedi (circa 2,1 metri), con un corpo nero, un viso rosso scuro e due grandi e luminosi occhi rossi. Alcuni hanno descritto la testa allungata a forma di diamante da un lato, con occhi non umani. Dietro la testa una sorta di carenatura. Indossava un esoscheletro a pieghe scure, descritto poi come una sorta di ombra. A causa della sua incredibile velocità, la descrissero priva di armi, con braccia lunghe, quasi filamentose, e lunghe dita con artigli. Una grande palla rossa di luce galleggiava sopra di essa.

## Spiegazione
Esaminando il caso 48 anni dopo le vicende, Joe Nickell del Committee for Skeptical Inquiry (CSI), conosciuto come CSICOP, concluse nel 2000 che la luce avvistata quel 12 settembre dai ragazzini era probabilmente una meteora e la creatura individuata una civetta o un gufo. Secondo Nickell entrambi furono distorti dalla forte ansia dei molteplici osservatori. La sua spiegazione fu condivisa da molti, Air Force inclusa. Conclusioni simili saranno poi sviluppate con i famosi avvistamenti del mitico Uomo falena e del Goblin di Kelly-Hopkinsville. Il passaggio di una meteora venne documentato quel 12 settembre attraverso tre stati, Maryland, Pennsylvania e West Virginia.